# بنو خزرون (طبنة)
بنو خزرون، سلالة مغراوية من زناتة تعود لبني خزر، على عكس باقي السلالة كان مؤسس الدولة سعيد بن خزرون تابع للزيريين و حكم بنو خزرون طبنة إلى أن غادرها فلفل بن سعيد.

## تاريخ
بعد أن غزا بلكين بن زيري المغرب الأوسط، لجأ بنو خزر و غيرهم من المغراوة إلى المغرب الأقصى، فلما غزا بلكين فاس سنة 979 استنجدت زناتة بالحاجب المنصور و بعدما توفي بلكين عاد بنو يفرن ومغراوة للحكم و تم تعيين حسن بن عبد الودود واليا أموياً على المغرب فقرب له عبد الله بن خزر و حفيده زيري بن عطية و فضلهم ما أشعل غيرة زعماء المغراويين و حقدهم، و وصلت الغيرة بسعيد بن خزرون بن فلفول أن خرج عن الدولة الأموية و لجأ لأراضي الدولة الزيرية. فلقي المنصور بن بلكين في آشير و هو عائد من إحدى المعارك، فأكرمه المنصور و قبل بيعته.
و في عام 991، عيّن المنصور تابعه سعيد على طبنة، و الرواية تقول: «وقال [المنصور] لسعيد ذات يوم: يا سعيد! هل تعرف من هو أَكْرَمُ منّي؟ قال: نعم! قال: ومَنْ هُوَ؟ قال: أنا. قال له المنصور: وَلِمَ ذلك؟ قال: لأنّك جُدْتَ عليّ بالمال، وجُدْتُ أنا عليك بنفسي!» فكافئه المنصور وولاه طبنة و زوجه ابنته، و قد تعرض المنصور للنقد من أهله بسبب قراره فرد: «كان أبي وجدّي يستتبعانهم بالسّيف، وأمّا أنا فمن رَمَاني برمح رَمَيْتُه بكيس، حتّى تكون مودّتُهم طبعًا واختيارًا.»
و في سنة 992/991 استدعى المنصور سعيداً للقيروان فعندما وصل عانقه وأدخله للقصر و أعطاه الهدايا لكن سعيد مرض لأيام ثم مات يوم 1 رجب 381هـ أو 382هـ و كفنه المنصور بسبعين ثوب.
و في هذه الفترة وصل فلفل بن سعيد بن خزرون فأعطاه المنصور هدايا كثيرة ثم ولاه أميراً على طبنة، و في سنة 996 جدد باديس بن المنصور ولاية بنو خزرون على طبنة، و لكن دخلت الدولة الزيرية في فوضى بعد هزائم ضد زيري بن عطية سنة 999، فقدم باديس بنفسه و مر من طبنة و استدعى سعيد أميرها، فخاف هذا و أرسل يعتذر و يطلب سجل جديد بالولاية فسامحه باديس و أعطاه ما أراد ثم رحل، لكن ريبة فلفل من ابناء قبيلته جعلته يرحل عن طبنة نهائيا و يتركها، و خان فلفل ثقة نصير الدولة فعاد لطبنة للنهب و خربها و فعل نفس الشيئ بتيجس ثم حاصر باغاية.